# Liste der Wappen im Alb-Donau-Kreis
Diese Liste beinhaltet alle in der Wikipedia gelisteten Wappen des Alb-Donau-Kreises in Baden-Württemberg, inklusive historischer Wappen. Fast alle Städte, Gemeinden und Kreise in Baden-Württemberg führen ein Wappen. Sie sind über die Navigationsleiste am Ende der Seite erreichbar.

## Alb-Donau-Kreis

Wappen des Alb-Donau-Kreises[1]
Landkreis Biberach (1938–1972)
Landkreis Ehingen (1938–1972)
Landkreis Münsingen (1938–1972)
Landkreis Ulm (1954–1972)
Der Alb-Donau-Kreis in Baden-Württemberg

## Stadtwappen im Alb-Donau-Kreis

Blaubeuren[2]
Blaustein[3]
Dietenheim[4]
Ehingen (Donau)[5]
Erbach[6]
Laichingen[7]
Langenau[8]
Munderkingen[9]
Schelklingen[10]

## Gemeindewappen im Alb-Donau-Kreis

Allmendingen[11]
Altheim[12]
Altheim (Alb)[13]
Amstetten[14]
Asselfingen[15]
Ballendorf[16]
Balzheim[17]
Beimerstetten[18]
Berghülen[19]
Bernstadt[20]
Börslingen[21]
Breitingen[22]
Dornstadt[23]
Emeringen[24]
Emerkingen[25]
Griesingen[26]
Grundsheim[27]
Hausen am Bussen[28]
Heroldstatt[29]
Holzkirch[30]
Hüttisheim[31]
Illerkirchberg[32]
Illerrieden[33]
Lauterach[34]
Lonsee[35]
Merklingen[36]
Neenstetten[37]
Nellingen[38]
Nerenstetten[39]
Oberdischingen[40]
Obermarchtal[41]
Oberstadion[42]
Öllingen[43]
Öpfingen[44]
Rammingen[45]
Rechtenstein[46]
Rottenacker[47]
Schnürpflingen[48]
Setzingen[49]
Staig[50]
Untermarchtal[51]
Unterstadion[52]
Unterwachingen[53]
Weidenstetten[54]
Westerheim[55]
Westerstetten[56]

## Ehemalige Gemeindewappen

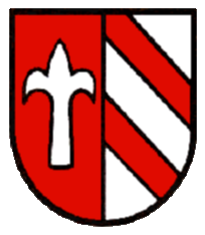
Albeck
Altbierlingen
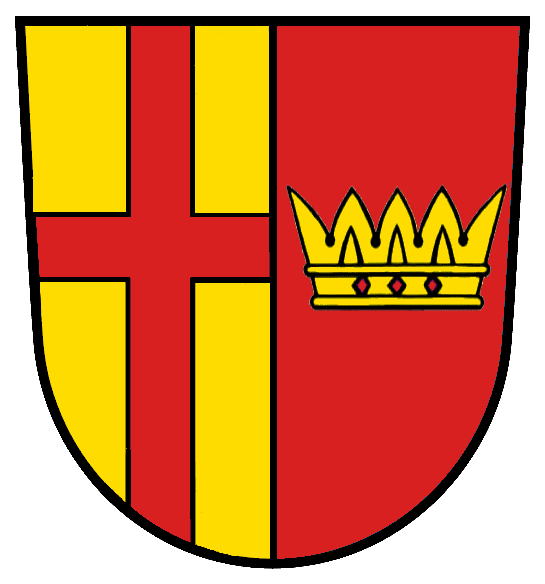
Altheim ob Weihung
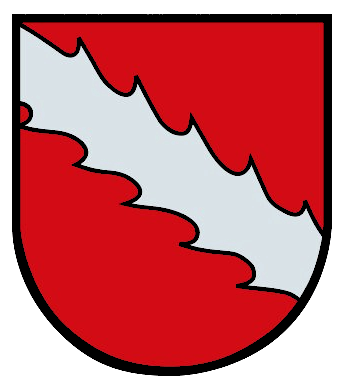
Altsteußlingen
Arnegg[59]
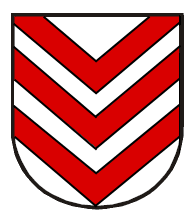
Asch
Bach
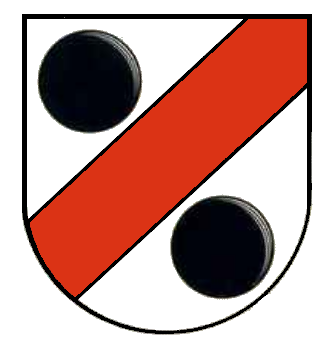
Beiningen
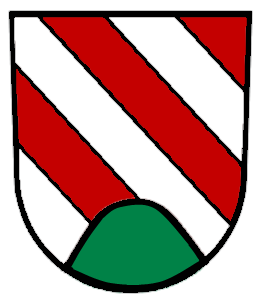
Berg
Bermaringen[63]
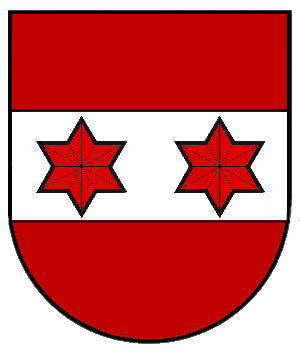
Blaustein alt
Bollingen[65]
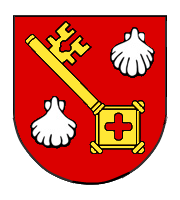
Bräunisheim
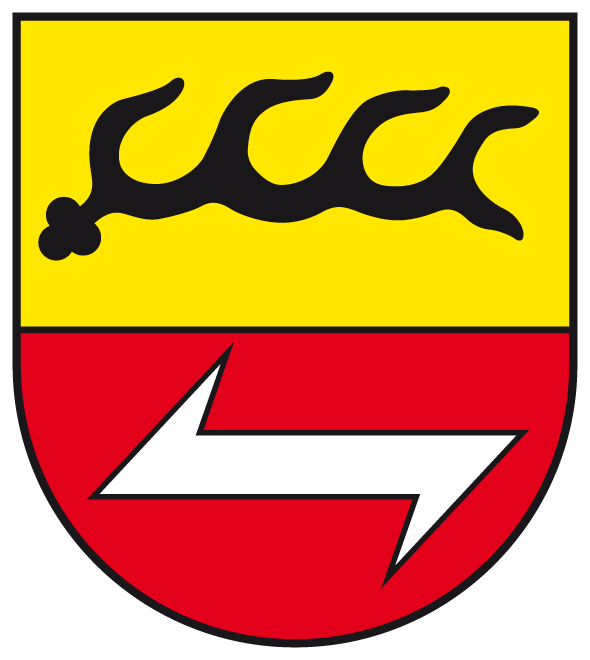
Bühlenhausen
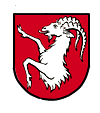
Dächingen
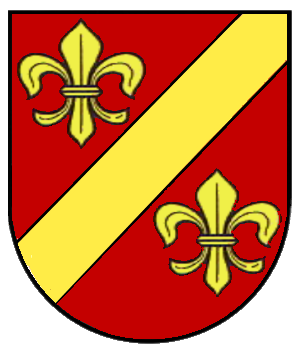
Dellmensingen
Donaurieden
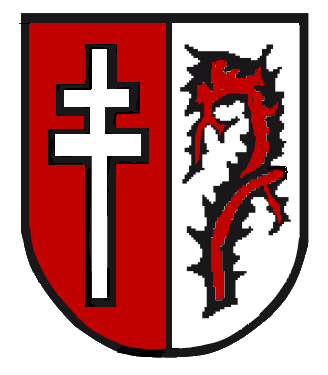
Dorndorf
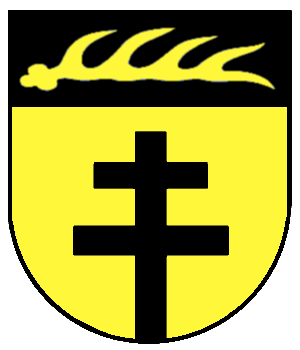
Dornstadt alt
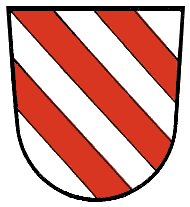
Ehingen (Donau) alt
Ehrenstein[73]
Ennabeuren[74]
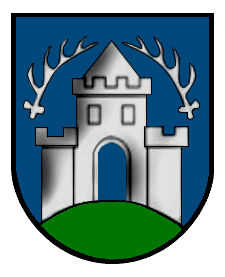
Ennahofen
Ersingen
Essendorf
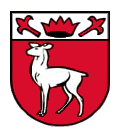
Ettlenschieß
Feldstetten[77]
Frankenhofen
Gamerschwang
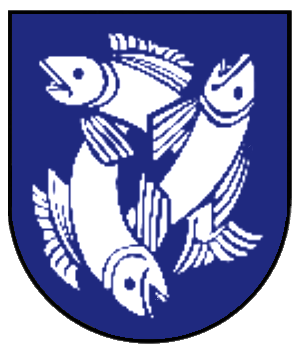
Gerhausen
Göttingen[79]
Granheim
Grötzingen
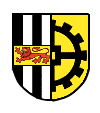
Gundershofen
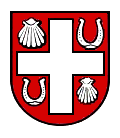
Halzhausen
Harthausen
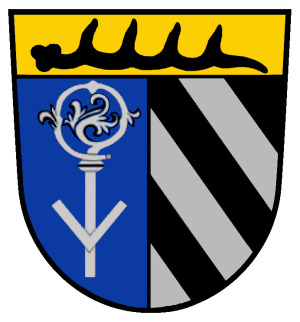
Hausen ob Urspring
Herbertshofen
Herrlingen[83]
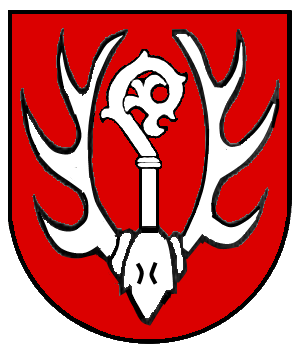
Heufelden
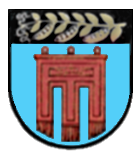
Hörvelsingen
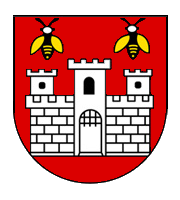
Hofstett-Emerbuch
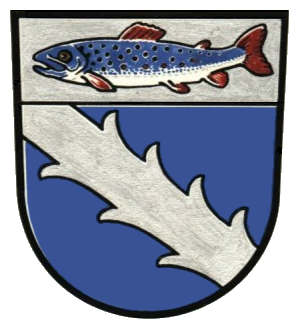
Hütten
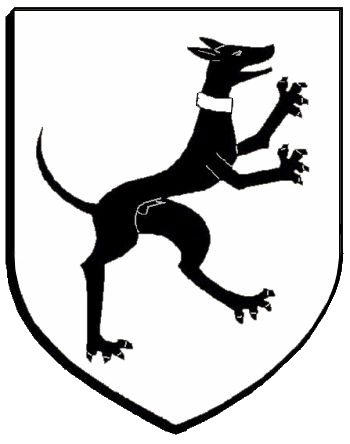
Hundersingen
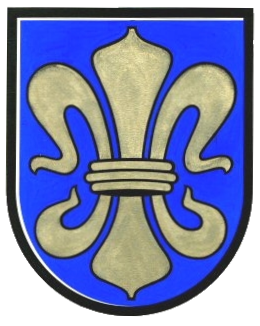
Ingstetten
Justingen[90]
Kirchbierlingen
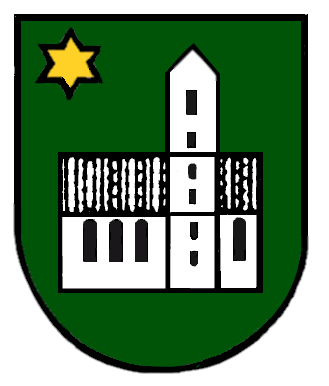
Kirchen
Klingenstein[92]
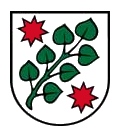
Luizhausen
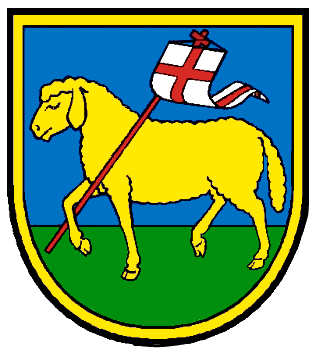
Machtolsheim
Markbronn[95]
Moosbeuren
Mundeldingen
Mundingen
Nasgenstadt
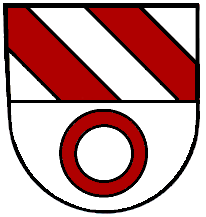
Niederhofen
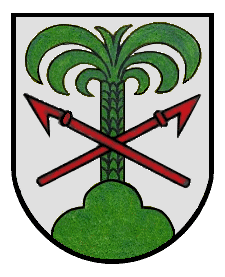
Oberbalzheim
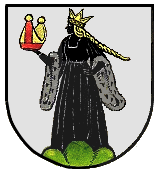
Oberkirchberg
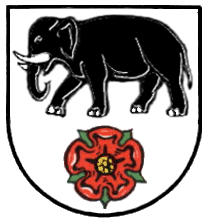
Oppingen
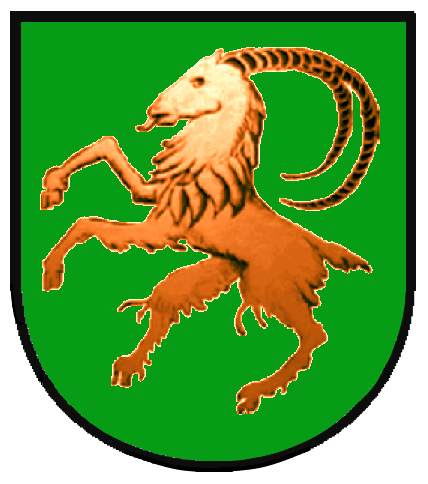
Pappelau
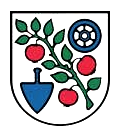
Radelstetten
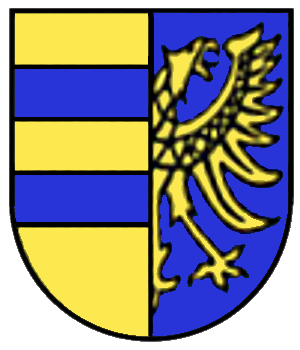
Regglisweiler
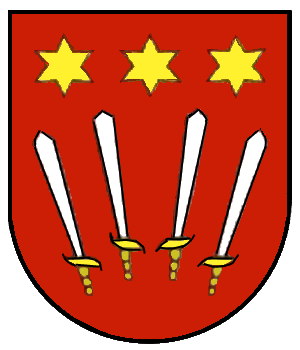
Reutlingendorf
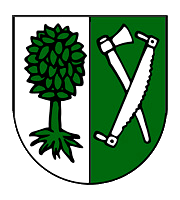
Reutti
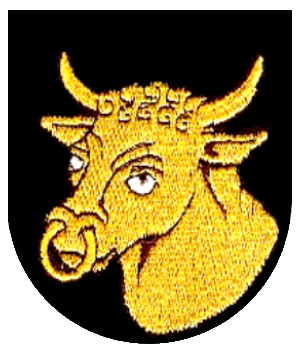
Ringingen alt
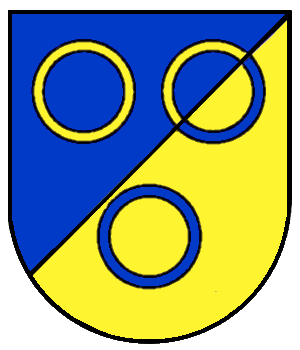
Ringingen neu
Rißtissen
Schaiblishausen
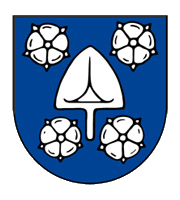
Schalkstetten
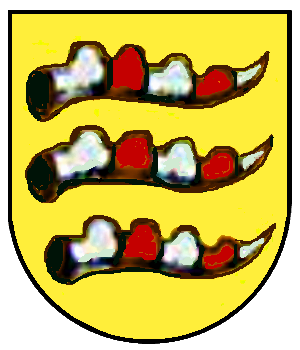
Scharenstetten
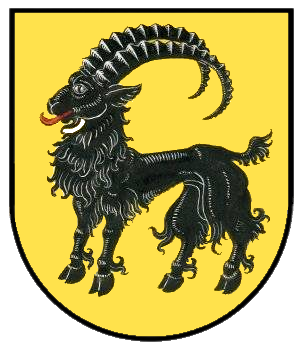
Schmiechen
Seißen[110]
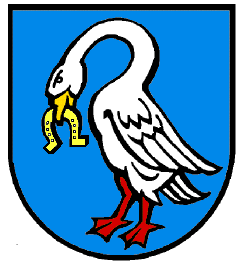
Sonderbuch
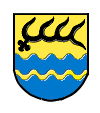
Sondernach
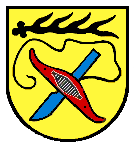
Sontheim
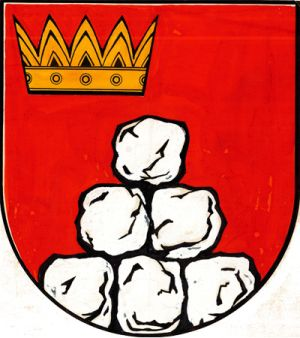
Steinberg
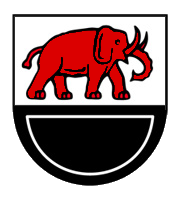
Stubersheim
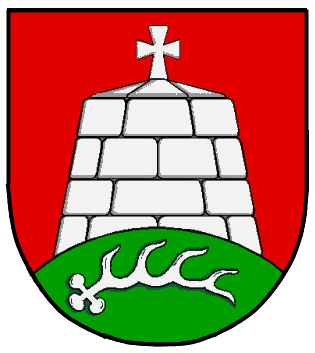
Suppingen
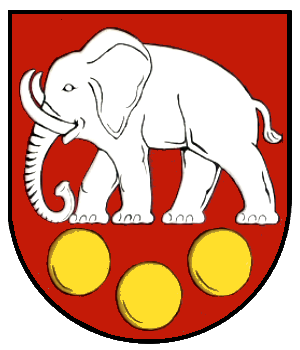
Temmenhausen
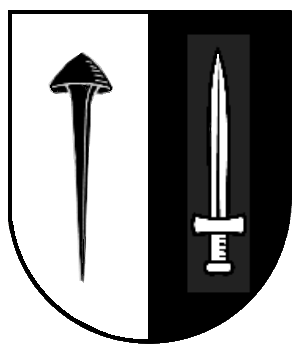
Tomerdingen
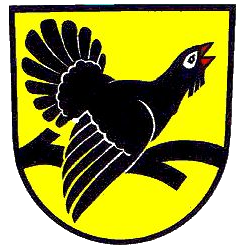
Unterbalzheim
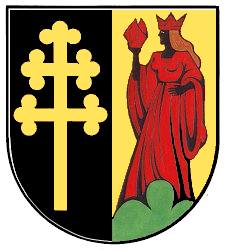
Unterkirchberg
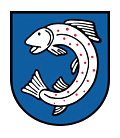
Urspring
Volkersheim
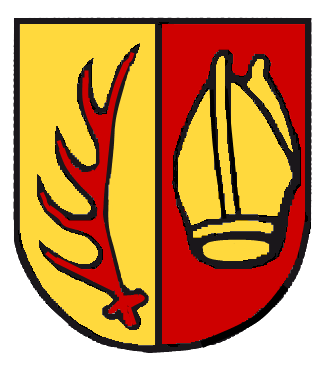
Wangen
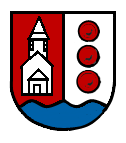
Weiler
Weilersteußlingen
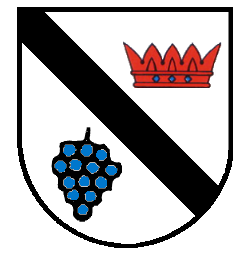
Weinstetten
Wippingen[125]

## Blasonierungen
1. ↑  Alb-Donau-Kreis: „In Silber ein doppelköpfiger schwarzer Adler, belegt mit einem gespaltenen Brustschild, darin vorne in Gold drei liegende schwarze Hirschstangen übereinander, hinten fünfmal von Rot und Silber schräg geteilt.“
2. ↑  Blaubeuren: „In Gold ein blau gekleideter Mann mit grünem Kranz im Haar, in jeder Hand eine aufgerichtete, mit den Sprossen auswärts weisende schwarze Hirschstange haltend.“
3. ↑  Blaustein: „In gespaltenem Schild vorne in Gold drei gestürzte schwarze Wolfsangeln übereinander, hinten in Schwarz pfahlweise ein mit der Schallöffnung nach oben weisendes goldenes Hifthorn mit zum Schildrand gerichteter goldener Fessel.“
4. ↑  Dietenheim: „Gespalten, vorne in Rot ein silberner Balken, hinten in Silber ein halber, rot bewehrter schwarzer Adler am Spalt.“
5. ↑  Ehingen: „Von Silber und Rot fünfmal schräg geteilt.“
6. ↑  Erbach: „Von Gold über Rot geteilt, ein steigender Löwe in verwechselten Farben.“
7. ↑  Laichingen: „In Blau eine goldene Egge.“
8. ↑  Langenau: „In geteiltem, unten gespaltenem Schild oben in Gold ein springendes schwarzes Ross, darunter vorne in Rot an drei Ringen hängend eine dreilatzige, golden befranste silberne Fahne, hinten von Schwarz und Silber geteilt.“
9. ↑  Munderkingen: „In Silber ein golden gekrönter roter Löwe, rechts oben begleitet von einem sechsstrahligen roten Stern.“
10. ↑  Schelklingen: „Von Rot und Silber fünfmal schräglinks geteilt.“
11. ↑  Allmendingen: „Unter blauem, mit drei goldenen Kugeln belegten Schildhaupt in Silber ein springendes rotbezungtes schwarzes Roß.“
12. ↑  Altheim: „In Blau unter einem silbernen Schildhaupt, darin ein blauer Dornenbalken, drei silberne Kugeln (2:1).“
13. ↑  Altheim (Alb): „In geteiltem Schild oben gespalten, vorne in Rot eine dreilatzige silberne Fahne mit goldenen Fransen, hinten von Schwarz und Silber geteilt, unten in Grün ein silbernes Hifthorn mit dem Mundstück nach rechts, goldenen Beschlägen und goldener Fessel.“
14. ↑  Amstetten: „In Silber eine schwarze Schäferschippe, belegt mit einem fünfspeichigen silbernen Rad.“
15. ↑  Asselfingen: „In Silber ein schwarzes Fallgatter mit fünf Zähnen und zwei Querstäben und ohne Ringe und Ketten.“
16. ↑  Ballendorf: „In rotem, weißbordiertem Schild eine schwebende weiße Taube.“
17. ↑  Balzheim: „In Blau auf goldenem Dreiberg ein goldenes Kirchturmkreuz, oben und beiderseits mit je einer goldenen Eichel besteckt.“
18. ↑  Beimerstetten: In Silber auf grünem Boden ein natürlicher Birnbaum mit fünf (1:2:2) natürlichen Birnen.
19. ↑  Berghülen: „In einem durch Wellenschnitt von Gold und Blau geteilten Schild; oben eine schwarze Hirschstange, unten ein schwebender goldener Dreiberg.“
20. ↑  Bernstadt: „In Gold ein aufgerichteter, rot bewehrter und rot bezungter schwarzer Bär.“
21. ↑  Börslingen: „In gespaltenem Schild vorne in Rot eine silberne Kirchenfahne, hinten in Silber eine pfahlweise gestellte rote doppelzügige Börse mit abhängenden blauen Nesteln.“
22. ↑  Breitingen: „In geteiltem Schild oben in Grün ein silberner Rautenkranz, unten in Gold ein blauer Wellenpfahl.“
23. ↑  Dornstadt: „Unter blauem Schildhaupt, darin ein linkshin liegendes goldenes Schwert, in Gold ein aus dem Unterrand emporkommendes schwarzes Patriarchenhochkreuz.“
24. ↑  Emeringen: „In Blau über einem goldenen Dreiberg sieben (3:4) sechsstrahlige goldene Sterne.“
25. ↑  Emerkingen: „In Silber ein liegender roter Mauerhaken in Form eines N mit spitzen Enden.“
26. ↑  Griesingen: „In Blau ein von Rot und Silber geteilter Schrägbalken, darüber zwei, darunter eine goldene Kugel.“
27. ↑  Grundsheim: „Unter silbernem Schildhaupt in Rot ein am linken Schildrand aus silberner Wolke hervorbrechender silbernen gerüsteter Rechtarm, mit der silbern gerüsteten Hand eine silberne Tulpe an schräglinkem grünem Stängel mit zwei grünen Blättern haltend.“
28. ↑  Hausen am Bussen: „In Rot auf grünem Dreiberg ein goldenes Giebelhaus, belegt mit einem roten sechsstrahligen Stern über schräg gekreuztem roten Schlüssel (schrägrechts, Bart oben, nach außen gekehrt) und rotem Schwert (schräglinks).“
29. ↑  Heroldstatt: „In Blau ein silberner Dornenschrägbalken, beiderseits begleitet von je zwei sechsstrahligen goldenen Sternen.“
30. ↑  Holzkirch: „In Rot auf grünem Boden über weißer, mit einem Tor versehener Mauer eine weiße Kirche.“
31. ↑  Hüttisheim: „Blau über Silber geteilt, darin ein schräglinker Abtstab in verwechselten Farben.“
32. ↑  Illerkirchberg: „In gespaltenem Schild vorne in Gold eine aus einem grünen Dreiberg wachsende, nach links gewendete, rot gekleidete und rot gekrönte Möhrin, in der Linken eine rote Mitra haltend, hinten in Schwarz ein doppelarmiges goldenes Kreuz (Patriarchenhochkreuz).“
33. ↑  Illerrieden: „In Silber ein durchgehendes schwarzes Kreuz, oben rechts und unten links von einer roten Lilie, oben links und unten rechts von einer blauen Lilie bewinkelt.“
34. ↑  Lauterach: „In Blau eine schwimmende silberne Forelle mit roten Punkten und roten Flossen, überdeckt von einem aus dem Schildrand wachsenden goldenen Abtstab.“
35. ↑  Lonsee: „In Rot eine pfahlweis gestellte silberne Forelle.“
36. ↑  Merklingen: „In grünem Schild auf grünsilber gemauertem rundem Berg ein mit silbernen Ziegeln gedecktes, mit einer Tür zwischen zwei Fenstern versehenes silbernes Häuschen.“
37. ↑  Neenstetten: „In von Schwarz und Weiß gespaltenem Schild hinten zwei schwarze schräggekreuzte Wolfsangeln.“
38. ↑  Nellingen: „In Gold ein aufrecht sitzender, rot bezungter schwarzer Bär.“
39. ↑  Nerenstetten: „In goldenem Schild eine rote Zinnenmauer, belegt mit einer goldenen Lilie.“
40. ↑  Oberdischingen: „In Silber ein achtendiges rotes Hirschgeweih mit rotem Grind.“
41. ↑  Obermarchtal: „In Rot über grünem Dreiberg schräggekreuzt ein goldener Schlüssel mit dem Bart nach oben und außen gerichtet und ein goldenes Schwert, darüber ein sechsstrahliger goldener Stern.“
42. ↑  Oberstadion: „In Schwarz drei gestürzte goldene Wolfsangeln.“
43. ↑  Öllingen: „In Rot ein stehender silberner Löwe, in den erhobenen Vorderpranken ein silbernes Kreuz haltend.“
44. ↑  Öpfingen: „In Gold ein schwarzer Schrägbalken.“
45. ↑  Rammingen: „In Rot ein aufgerichteter, schwarz gehörnter silberner Widder (Ramm).“
46. ↑  Rechtenstein: „In Silber das gleicharmige rote St. Georgskreuz, belegt mit einem goldenen Herzschild, darin drei schwarze Wolfsangeln übereinander.“
47. ↑  Rottenacker: „In Gold über gefurchtem rotem Boden (Acker) ein schräger roter Rechen.“
48. ↑  Schnürpflingen: „In Rot ein silbernes Hirschgeweih mit einem silbernen Grind, aus dem eine silberne Tanne wächst.“
49. ↑  Setzingen: „Geteilt von Silber und Schwarz, vorne eine abgeschnittene grüne Kornähre mit zwei vom grünen Halm ausgehenden grünen Blättern.“
50. ↑  Staig: „Über erhöhter Teilung in Silber eine fünfzackige rote Heidenkrone, unten in Rot aus dem Unterrand emporkommend ein 1:2 gequaderter silberner Steinberg, aus dem ein goldener Rebzweig mit zwei goldenen Blättern wächst.“
51. ↑  Untermarchtal: „In Blau drei schräglink übereinander liegende silberne Wolfsfangeisen (Dietriche).“
52. ↑  Unterstadion: „In Gold über einem blauen Wellenbalken ein schwarzer Römerhelm, darunter eine schwarze Wolfsangel.“
53. ↑  Unterwachingen: „In geteiltem Schild oben in Silber ein roter Doppelhaken (N mit spitzen Enden), unten in Rot schräg gekreuzt ein silberner Schlüssel (Bart oben, nach außen) und ein silbernes Schwert.“
54. ↑  Weidenstetten: „In Silber auf grünem Dreiberg ein grüner Weidenbaum mit schwarzem Stamm.“
55. ↑  Westerheim: „In Silber zwei schräggekreuzte schwarze Doppelhaken, deren Spitzen jeweils an den Seiten aufwärts und abwärts weisend einander zugekehrt sind, bewinkelt von vier sechsstrahligen roten Sternen.“
56. ↑  Westerstetten: „In geteiltem Schild oben von Silber und Rot gespalten, unten Blau.“
57. ↑  Albeck: „In gespaltenem Schild vorne in Rot eine silberne heraldische Lilie, hinten in Silber zwei rote Schrägbalken.“
58. ↑  Altheim ob Weihung: „In gespaltenem Schild vorne in Gold ein rotes Kreuz, hinten in Rot eine fünfzinkige goldene Heidenkrone.“
59. ↑  Arnegg: „In Silber unter einer liegenden schwarzen Hirschstange ein schwebendes schwarzes Tatzenkreuz.“
60. ↑  Asch: „In Silber drei gestürzte rote Sparren.“
61. ↑  Beiningen: „In Silber ein roter Schräglinksbalken, begleitet von zwei schwarzen Kugeln.“
62. ↑  Berg: „Von Rot und Silber fünfmal schräggeteilt, unten belegt mit einem grünen Hügel (Berg).“
63. ↑  Bermaringen: „In gespaltenem Schild vorne in Gold drei schwarze Wolfsangeln übereinander, hinten in Schwarz ein silberner Krummstab.“
64. ↑  Blaustein von 1969 - 1978: „In Rot ein silberner Balken, belegt mit zwei sechsstrahligen roten Sternen.“
65. ↑  Bollingen: „Unter schwarzem mit drei silbernen Steinen belegtem Schildhaupt in Silber ein durchgehendes gradarmiges schwarz-silbern gesäumtes schwarzes Tatzenkreuz.“
66. ↑  Bräunisheim: „In Rot ein schräggestellter goldener Schlüssel, begleitet von zwei silbernen Muscheln.“
67. ↑  Bühlenhausen: „In geteiltem Schild; oben in Gold eine liegende schwarze Hirschstange, unten in Rot eine liegende silberne Wolfsangel.“
68. ↑  Dächingen: „In Rot ein silberner Steinbocksrumpf.“
69. ↑  Dellmensingen: „In Rot ein goldener Schräglinksbalken, begleitet von je einer goldenen Lilie.“
70. ↑  Dorndorf: „In gespaltenem Schild vorne in Rot ein silbernes Doppelkreuz, hinten in Silber eine rote Dornranke.“
71. ↑  Dornstadt alt: „Unter schwarzem Schildhaupt, darin eine liegende goldene Hirschstange, in Gold ein wachsendes schwarzes Doppelkreuz.“
72. ↑  Ehingen (Donau) bis 1979: „In Silber drei rote Schrägbalken.“
73. ↑  Ehrenstein: „In Grün auf silbernem Dreiberg ein aufgerichteter silberner Löwe.“
74. ↑  Ennabeuren: „In Gold aus einem roten Herz, belegt mit den goldenen Großbuchstaben E und B, an grünem Blattstiel wachsend eine golden besamte rote Rose.“
75. ↑  Ennahofen: „In Blau auf grünem Hügel eine silberne Burg mit Torturm in der Mitte, in den Oberecken je eine silberne Hirschstange, mit den Enden nach oben und außen weisend.“
76. ↑  Ettlenschieß: „In silbernem Schildhaupt eine rote Krone zwischen zwei schräg nach außen und oben weisenden roten Lilien (Glevenspitzen), darunter in Rot eine stehende silberne Hirschkuh.“
77. ↑  Feldstetten: „In Grün ein gestürzter goldener Rechen, beseitet von je einer goldenen Hafergarbe.“
78. ↑  Gerhausen: „In Blau drei silberne Fische, in Dreiecksform verschlungen, Spitze nach unten.“
79. ↑  Göttingen: „Von Rot und Gold durch Lilienschnitt geteilt.“
80. ↑  Gundershofen: „In gespaltenem Schild vorne von Schwarz und Silber dreimal gespalten, belegt mit einem goldenen Balken, darin ein schreitender, blau bezungter roter Löwe, hinten in Gold ein halbes schwarzes Mühlrad am Spalt.“
81. ↑  Halzhausen: „In Rot ein schwebendes silbernes Kreuz, am 1. und 4. Platz von je einer silbernen Pilgermuschel, am 2. und 3. Platz von je einem gestürzten silbernen Hufeisen begleitet.“
82. ↑  Hausen ob Urspring: „Unter goldenem Schildhaupt, darin eine liegende schwarze Hirschstange, gespalten; vorne in Blau ein silberner Abtsstab, unten beheftet mit dem silbernen Großbuchstaben V, hinten von Schwarz und Silber fünfmal schräg geteilt.“
83. ↑  Herrlingen: „In Gold zwei pfahlweise mit den Schallöffnungen nach oben und einander abgekehrte schwarze Jagdhörner mit schwarzen Bändern.“
84. ↑  Heufelden: „In Rot ein achtendiges silbernes Hirschgeweih mit silbernem Grind, aus dem ein linkshin gekrümmter silberner Abtsstab wächst.“
85. ↑  Hörvelsingen: „Unter schwarzem, mit einer goldenen Erbsenschote belegtem Schildhaupt in Silber eine dreilätzige rote Kirchenfahne.“
86. ↑  Hofstett-Emerbuch: „In Rot eine silberne dreitürmige Burg, darüber zwei schwebende goldene Bienen.“
87. ↑  Hütten: „Unter silbernem Schildhaupt, darin eine blaue Forelle mit roten Flossen, in Blau ein silberner Dornenschrägbalken.“
88. ↑  Hundersingen (Oberstadion): „In Silber ein linkshin aufspringender schwarzer Hund.“
89. ↑  Ingstetten: „In Blau eine silberne Lilie.“
90. ↑  Justingen: „In Blau ein silberner Dornenschrägbalken.“
91. ↑  Kirchen: „In Grün eine silberne Kirche, oben rechts begleitet von einem sechsstrahligen goldenen Stern.“
92. ↑  Klingenstein: „In Rot ein silberner Balken, belegt mit einem goldenen Stern.“
93. ↑  Luizhausen: „In silbernem Schild ein schräglinks gestellter grüner Lindenzweig, begleitet von zwei achtstrahligen roten Sternen.“
94. ↑  Machtolsheim: „In blauem, golden bordiertem Schild auf grünem Boden ein schreitendes goldenes Gotteslamm, mit dem rechten Vorderlauf einen roten Stab schulternd, daran eine silberne Fahne mit durchgehendem rotem Kreuz.“
95. ↑  Markbronn: „In geteiltem Schild oben in Schwarz ein stehender goldener Markuslöwe, unten in Gold eine schwarze Wolfsangel.“
96. ↑  Niederhofen: „In geteiltem Schild oben von Silber und Rot fünfmal schräg geteilt, unten in Silber ein roter Ring.“
97. ↑  Oberbalzheim: „In Silber auf grünem Dreiberg eine grüne Palme, deren Stamm mit zwei schräggekreuzten roten Fischerhaken beheftet ist.“
98. ↑  Oberkirchberg: „In silbernem Schild eine aus einem grünen Dreiberg wachsende Mohrin mit wehenden goldenen Haaren, in schwarzem, hermelinbesetztem Gewand, gekrönt mit einer goldenen Heidenkrone, die Linke in die Hüfte gestemmt, in der erhobenen Rechten eine goldene, rot besetzte Bischofsmütze haltend.“
99. ↑  Oppingen: „In silbernem Feld ein schwarzer schreitender silberbewehrter Elefant, darunter eine fünfblättrige rote Rose, grün bebutzt und goldbesamt.“
100. ↑  Pappelau: „In Grün ein aufgerichteter goldener Steinbock.“
101. ↑  Radelstetten: „In Silber ein schräggestellter belaubter grüner Ast mit drei roten Äpfeln, begleitet oben von einem sechsspeichigen blauen Rad, unten von einer blauen Pflugschar.“
102. ↑  Regglisweiler: „In gespaltenem Schild vorne in Gold zwei blaue Balken, hinten in Blau ein halber goldener Adler am Spalt.“
103. ↑  Reutlingendorf: „In Rot vier silberne Schwerter mit goldenen Griffen strahlenförmig nebeneinander, im Schildhaupt drei goldene Sterne nebeneinander.“
104. ↑  Reutti: „In gespaltenem Schild vorne in Silber ein grüner Laubbaum, hinten in Grün gekreuzt eine silberne Axt und eine silberne Säge.“
105. ↑  Ringingen - alt: „In Schwarz ein aus dem Schildrand hervorbrechender goldener Ochsenrumpf mit Nasenring.“
106. ↑  Ringingen - neu: „Im schräg geteilten Schild drei Ringe im Verhältnis 2:1 übereinander, rechts gold im blauen Feld, links auf der Teillinie in umgekehrten Farben, unten blau im goldenen Feld.“
107. ↑  Schalkstetten: „In Blau eine gestürzte silberne Pflugschar, begleitet von vier (2:2) golden besamten silbernen Rosen.“
108. ↑  Scharenstetten: „In Gold drei übereinanderliegende, viermal von Silber und Rot gespaltene Steinbockshörner mit rotem Schnitt.“
109. ↑  Schmiechen: „In Gold ein [stehender] schwarzer Steinbock.“
110. ↑  Seißen: „In blauem Feld ein silberner Vierpass, belegt mit einem roten Hufeisen.“
111. ↑  Sonderbuch: „In Blau ein stehender silberner Schwan, der im Schnabel ein goldenes Hufeisen hält.“
112. ↑  Sondernach: „In einem durch Wellenschnitt geteilten Schild oben in Gold eine liegende schwarze Hirschstange, unten in Blau eine goldene Wellenleiste.“
113. ↑  Sontheim: „In Gold unter einer liegenden schwarzen Hirschstange ein schräglinks gestelltes blaues Pflugmesser (Sech) schräggekreuzt mit einem roten Weberschiffchen mit schwarzer Spule und schwarzem Garn.“
114. ↑  Steinberg: „In Rot ein aus sechs (1:2:3) silbernen Steinen gebildeter Berg, darüber rechts oben eine schwebende goldene Heidenkrone.“
115. ↑  Stubersheim: „In geteiltem Schild oben in Silber ein nach heraldisch links schreitender roter Elefant, unten ein schwarzes Feld.“
116. ↑  Suppingen: „In rotem Schild auf einem mit einem liegenden silbernen Hirschhorn belegten grünen Hügel ein silbernes, aus großen Natursteinblöcken gemauertes und von einem Kreuz bekröntes Denkmal.“
117. ↑  Temmenhausen: „In Rot ein schreitender silberner Elefant über drei schwebenden goldenen Kugeln.“
118. ↑  Tomerdingen: „In gespaltenem Schild vorne in Silber ein schwarzer Nagel, hinten in Schwarz ein silbernes Schwert.“
119. ↑  Unterbalzheim: „In Gold auf schwarzem Ast ein linksgewendeter, balzender schwarzer Auerhahn.“
120. ↑  Unterkirchberg: „In gespaltenem Schild vorne in Schwarz ein schwebendes doppelarmiges goldenes Kreuz, hinten in Gold aus grünem Berg wachsend eine rotgekleidete und rotgekrönte Mohrin, in der Rechten eine rote Bischofsmütze haltend.“
121. ↑  Urspring: „In Blau eine gebogene silberne Forelle mit roten Punkten.“
122. ↑  Wangen: „In von Gold und Rot gespaltenem Schild vorne eine aufrechte vierendige rote Hirschstange, hinten eine goldene Bischofsmütze.“
123. ↑  Weiler: „Über blauem Wellenschildfuß von Rot und Silber gespalten, vorne eine silberne Kirche, hinten drei rote Kugeln übereinander.“
124. ↑  Weinstetten: „In Silber ein schwarzer Schrägbalken, begleitet oben von einer roten Krone, unten von einer blauen Traube.“
125. ↑  Wippingen: „In von Silber und Rot gespaltenem Schild ein Rautenkranz in verwechselten Farben.“